# الدوري البحريني الممتاز 1989–90
الدوري البحريني الممتاز 1989-1990 هي النسخة الرابعة والثلاثين من الدوري البحريني الممتاز.

## نظرة عامة
توج الرفاع الغربي باللقب.